# Дерев'янченко Дмитро Хрисанфович
Дмитро Хрисанфович Дерев'янченко (нар. 1902, місто Макіївка Області Війська Донського, тепер Донецької області — 1956, місто Москва, тепер Російська Федерація) — український радянський партійний діяч, інженер, 2-й секретар Миколаївського обкому КП(б)У.

## Біографія
Народився в родині робітника-електромонтера. У 1914 році закінчив дві групи Макіївської народної школи. У травні 1915 — листопаді 1917 року — слюсар шахти «Іван» у місті Макіївці.
У листопаді 1917 — лютому 1921 року — червоногвардієць, червоноармієць Макіївського партизанського загону 1-го радянського стрілецького полку і 115-го кавалерійського полку РСЧА на Південно-Західному і Південному фронтах.
У лютому — липні 1921 року — уповноважений комітету допомоги голодуючим, у липні 1921 — вересні 1924 року — слюсар майстерні Ясиновського рудника Донецької губернії. У 1922 році вступив до комсомолу.
Член РКП(б) з вересня 1923 року.
У вересні 1924 — вересні 1926 року — студент Сталінської радянської партійної школи 2-го ступеня.
У вересні 1926 — квітні 1929 року — завідувач організаційного відділу Чистяковського районного комітету КП(б)У на Донбасі. У квітні 1929 — січні 1930 року — шахтокеруючий рудоуправління у місті Чистякове. У січні — вересні 1930 року — завідувач будівельної контори у місті Чистякове на Донбасі.
У вересні 1930 — лютому 1936 року — студент Миколаївського суднобудівного інституту, здобув спеціальність інженера-механіка.
У лютому 1936 — жовтні 1937 року — помічник будівельника, інженер-будівельник Миколаївського суднобудівного заводу.
У вересні 1937 — травні 1938 року — 2-й секретар Організаційного бюро ЦК КП(б)У по Миколаївській області, 2-й секретар Миколаївського обласного комітету КП(б)У.
Заарештований 20 липня 1938 року. Перебував у в'язниці. У квітні 1939 року звільнений з ув'язнення.
У червні — серпні 1939 року — інженер-будівельник Миколаївського суднобудівного заводу № 200. У серпні 1939 — жовтні 1941 року — інженер-будівельник кораблів, у жовтні 1941 — грудні 1942 року — інженер Сталінградського заводу № 264 із судноверф'ю у Сарепті.
У грудні 1942 — квітні 1944 року — уповноважений Держплану СРСР по Алтайському краю. У квітні — вересні 1944 року — заступник голови виконавчого комітету Алтайської крайової ради депутатів трудящих РРФСР.
У вересні 1944 — жовтні 1946 року — уповноважений Держплану СРСР у місті Сумах. У листопаді 1946 — липні 1949 року — уповноважений Держплану СРСР у місті Ізмаїлі.
У липні 1949 — квітні 1952 року — заступник начальника відділу, у квітні — грудні 1952 року — старший інженер, у грудні 1952 — червні 1953 року — заступник начальника відділу, у червні 1953 — 1956 року — старший інженер відділу машинобудування Держплану СРСР у Москві.
Помер у жовтні 1956 року в Москві.